# Tyskland i olympiska vinterspelen 1928
Tyskland deltog med 44 deltagare vid de olympiska vinterspelen 1928 i Sankt Moritz. Totalt vann de en bronsmedalj. Den tyska fanbäraren under invigningen hette Karl Neuner och tävlade i nordisk kombination.

## Medaljer

### Brons
- Hanns Kilian, Hans Heß, Sebastian Huber, Valentin Krempl och Hanns Nägle  - Bob.